# 111 South Wacker Drive
111 South Wacker Drive es un rascacielos de oficinas ubicado en Chicago. Completado en 2005 con una altura de 208 metros, esta estructura de 51 pisos con cristales azules es una de las más altas de la ciudad. Se asienta en la localización del antiguo U.S. Gypsum Building, uno de los edificios más altos de Chicago en ser demolido.
Diseñado por Goettsch Partners, el edificio es característico por su rampa del aparcamiento única. La forma cíclica de la rampa crea un techo escalonado en el vestíbulo del edificio. El diseño en espiral de la rampa es reflejado también afuera: la acera sigue las líneas radiales de la espiral.

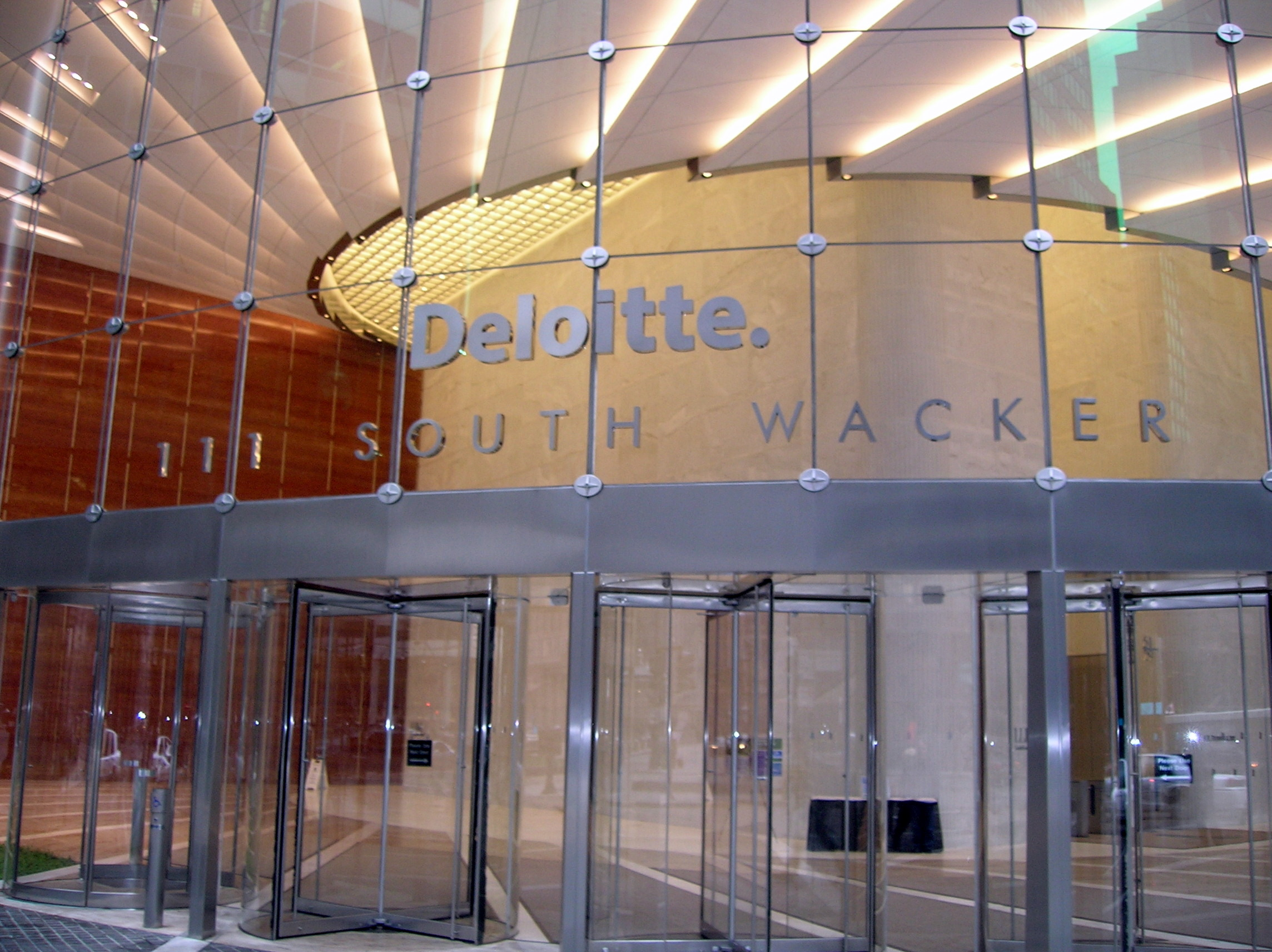
Vestíbulo del edificio.

El edificio es además destacable por su diseño sostenible, siendo el primer proyecto en obtener la certificación LEED-CS Gold.

## Diseño original
El diseño original contemplaba un edificio más extremo. Esa torre de 35 pisos y 194 metros hubiese utilizado muchos de los existentes pozos de cimentación del antiguo U.S. Gypsum Building. La mayor parte del edificio se hubiera apoyado en una base de 37 metros con 20 grandes soportes diagonales conectados desde las esquinas de la base hasta la parte inferior de la sección de oficinas. El efecto habría sido una forma casi simétrica y un edificio aparentemente inestable.
El vestíbulo minimalista habría sido acristalado, dejando espacio para una plaza exterior con obras de arte.
El plan fue abandonado eligiendo en su lugar el diseño actual.

## Inquilinos
Entre los inquilinos del edificio se incluyen Deloitte, RR Donnelley, Harbor Funds, Wells Fargo Capital Finance, Bloomberg, Grippo & Elden LLC, y Locke Lord LLP.
Shelbourne Development, la firma promotora del Chicago Spire, tenía 620 m² de espacio de oficinas en el piso 50 pero fueron desocupadas en 2010 debido a una disputa con un alquiler de $27 600 sin pagar.